# 이스라엘 축구 국가대표팀
이스라엘 축구 국가대표팀(히브리어: נבחרת ישראל בכדורגל)은 이스라엘을 대표하는 축구 국가대표팀으로 이스라엘 축구 연맹에서 관리한다. '파란색과 하양색'이라는 별칭으로 알려져 있는 유럽 축구 중위권에 속해 있는 팀으로 현재 테디 스타디움을 홈 구장으로 사용하고 있다. 팔레스타인 위임통치령 축구 국가대표팀이 그 전신으로, 1948년 9월 29일 미국과의 친선 경기에서 이스라엘이라는 이름으로 개명후 첫 국제 경기 데뷔전을 가졌다.

## 개요
AFC 소속으로 1954년부터 1974년까지 활동하다가 정치적인 문제로 인하여 1976년 AFC에서 축출당했고 이후 1990년까지 FIFA 월드컵 예선을 오세아니아에서 치렀으며 1991년 UEFA로 소속을 옮겨 현재에 이르고 있다. 이 때문에 실제로는 아시아 대륙이지만 FIFA 월드컵과 대륙컵 대회 및 클럽 대항전은 UEFA에서 치르고 있다.

## 국제 대회 경력

### FIFA 월드컵
현재까지 이스라엘의 월드컵 본선 출전은 1970년 대회가 유일하며 이 대회에서 우루과이에 0-2로 패했고 스웨덴과 이탈리아와는 각각 1-1, 0-0으로 비기며 2무 1패·2조 최하위로 조별리그에서 탈락했고 이후 월드컵 본선 경험은 전무하다. 다만 1998년 FIFA 월드컵 유럽 지역 예선을 시작으로 꾸준히 승점 10점씩 획득하고 있으며 특히 2006년 FIFA 월드컵 유럽 지역 예선 10경기에서 4승 6무의 성적으로 1970년 이후 36년만에 월드컵 지역 예선 최다 승점 기록을 경신했고 또 1970년 이후 36년만에 지역 예선에서 단 한번도 패하지 않은 역대 2번째 월드컵 지역 예선으로 기록되었다.

### AFC 아시안컵
아시안컵 본선에는 4번 출전하여 이 중 1964년 대회에서 우승컵을 들어올렸고 1956년과 1960년 대회에서는 준우승의 성과를 거두기도 했으나 1968년 대회를 마지막으로 더 이상 아시안컵에 출전하지 않는다.

### 아시안 게임
아시안 게임에는 단 2번 출전하여 이 중 1974년 대회에서 은메달을 따냈지만 이 대회는 이스라엘이 AFC 소속으로 출전한 마지막 대회가 되었다.

### 하계 올림픽
이전 하계 올림픽 본선 2번의 대회(1968년, 1976년)에서 8강에 이름을 올렸고 이후 2023년 UEFA 유러피언 U-21  챔피언십에서 4강에 오르면서 이스라엘 올림픽 대표팀 출범 이후 처음이자 1976년 이후 48년만에 통산 3번째 올림픽 본선 진출에 성공했다.

### UEFA 유럽 축구 선수권 대회
1991년 UEFA 편입 이후 현재까지 이스라엘의 유로 대회 본선 기록은 찾아볼 수 없지만 UEFA 유로 2008 예선 E조 12경기에서 7승 2무 3패·조 4위로 이스라엘 축구 역사상 유로 대회 예선 역대 최고 성적을 남겼고 UEFA 유로 2000 예선에서는 8경기에서 무려 25골을 터뜨리면서 유로 대회 예선 최다 득점 기록을 경신했다.

### UEFA 네이션스리그

#### 2018-19 리그 C
네이션스리그 첫 시즌 리그 C에 편입된 이스라엘은 1조에서 스코틀랜드, 알바니아와 맞붙었다. 그리고 첫 경기에서 알바니아에 0-1로 패했고 스코틀랜드와의 2차전에서는 2-1로 승리를 거두었으며 알바니아와의 3차전에서도 2-0의 완승을 거두며 1차전 패배를 설욕했다. 물론 스코틀랜드와의 최종전에서 2-3으로 패했지만 2승 2패·조 2위로 스코틀랜드와 함께 차기 시즌 리그 B 승격을 확정지었다.

#### 2020-21 리그 B
리그 B로 승격된 이후 이스라엘은 슬로바키아, 스코틀랜드, 체코와 2조에 편성되어 6경기에서 2승 2무 2패·조 3위를 기록하며 차기 시즌 리그 A 승격에는 실패했지만 리그 B 잔류에는 성공했다.

## FIFA 월드컵(본선)
| FIFA 월드컵 본선 기록 | FIFA 월드컵 본선 기록        | FIFA 월드컵 본선 기록        | FIFA 월드컵 본선 기록        | FIFA 월드컵 본선 기록        | FIFA 월드컵 본선 기록        | FIFA 월드컵 본선 기록        | FIFA 월드컵 본선 기록        | FIFA 월드컵 본선 기록        | FIFA 월드컵 본선 기록        |
| 년도                  | 결과                         | 순위                         | 경기                         | 승                           | 무*                          | 패                           | 득점                         | 실점                         | 승점                         |
| --------------------- | ---------------------------- | ---------------------------- | ---------------------------- | ---------------------------- | ---------------------------- | ---------------------------- | ---------------------------- | ---------------------------- | ---------------------------- |
| 1930년                | 불참                         | 불참                         | 불참                         | 불참                         | 불참                         | 불참                         | 불참                         | 불참                         | 불참                         |
| 1934년                | 예선 탈락                    | 예선 탈락                    | 예선 탈락                    | 예선 탈락                    | 예선 탈락                    | 예선 탈락                    | 예선 탈락                    | 예선 탈락                    | 예선 탈락                    |
| 1938년                | 예선 탈락                    | 예선 탈락                    | 예선 탈락                    | 예선 탈락                    | 예선 탈락                    | 예선 탈락                    | 예선 탈락                    | 예선 탈락                    | 예선 탈락                    |
| 1950년                | 예선 탈락                    | 예선 탈락                    | 예선 탈락                    | 예선 탈락                    | 예선 탈락                    | 예선 탈락                    | 예선 탈락                    | 예선 탈락                    | 예선 탈락                    |
| 1954년                | 예선 탈락                    | 예선 탈락                    | 예선 탈락                    | 예선 탈락                    | 예선 탈락                    | 예선 탈락                    | 예선 탈락                    | 예선 탈락                    | 예선 탈락                    |
| 1958년                | 예선 탈락                    | 예선 탈락                    | 예선 탈락                    | 예선 탈락                    | 예선 탈락                    | 예선 탈락                    | 예선 탈락                    | 예선 탈락                    | 예선 탈락                    |
| 1962년                | 예선 탈락                    | 예선 탈락                    | 예선 탈락                    | 예선 탈락                    | 예선 탈락                    | 예선 탈락                    | 예선 탈락                    | 예선 탈락                    | 예선 탈락                    |
| 1966년                | 예선 탈락                    | 예선 탈락                    | 예선 탈락                    | 예선 탈락                    | 예선 탈락                    | 예선 탈락                    | 예선 탈락                    | 예선 탈락                    | 예선 탈락                    |
| 1970년                | 조별리그                     | 12위                         | 3                            | 0                            | 2                            | 1                            | 1                            | 3                            | 2                            |
| 1974년                | 예선 탈락                    | 예선 탈락                    | 예선 탈락                    | 예선 탈락                    | 예선 탈락                    | 예선 탈락                    | 예선 탈락                    | 예선 탈락                    | 예선 탈락                    |
| 1978년                | 예선 탈락                    | 예선 탈락                    | 예선 탈락                    | 예선 탈락                    | 예선 탈락                    | 예선 탈락                    | 예선 탈락                    | 예선 탈락                    | 예선 탈락                    |
| 1982년                | 예선 탈락                    | 예선 탈락                    | 예선 탈락                    | 예선 탈락                    | 예선 탈락                    | 예선 탈락                    | 예선 탈락                    | 예선 탈락                    | 예선 탈락                    |
| 1986년                | 예선 탈락                    | 예선 탈락                    | 예선 탈락                    | 예선 탈락                    | 예선 탈락                    | 예선 탈락                    | 예선 탈락                    | 예선 탈락                    | 예선 탈락                    |
| 1990년                | 예선 탈락                    | 예선 탈락                    | 예선 탈락                    | 예선 탈락                    | 예선 탈락                    | 예선 탈락                    | 예선 탈락                    | 예선 탈락                    | 예선 탈락                    |
| 1994년                | 예선 탈락                    | 예선 탈락                    | 예선 탈락                    | 예선 탈락                    | 예선 탈락                    | 예선 탈락                    | 예선 탈락                    | 예선 탈락                    | 예선 탈락                    |
| 1998년                | 예선 탈락                    | 예선 탈락                    | 예선 탈락                    | 예선 탈락                    | 예선 탈락                    | 예선 탈락                    | 예선 탈락                    | 예선 탈락                    | 예선 탈락                    |
| 2002년                | 예선 탈락                    | 예선 탈락                    | 예선 탈락                    | 예선 탈락                    | 예선 탈락                    | 예선 탈락                    | 예선 탈락                    | 예선 탈락                    | 예선 탈락                    |
| 2006년                | 예선 탈락                    | 예선 탈락                    | 예선 탈락                    | 예선 탈락                    | 예선 탈락                    | 예선 탈락                    | 예선 탈락                    | 예선 탈락                    | 예선 탈락                    |
| 2010년                | 예선 탈락                    | 예선 탈락                    | 예선 탈락                    | 예선 탈락                    | 예선 탈락                    | 예선 탈락                    | 예선 탈락                    | 예선 탈락                    | 예선 탈락                    |
| 2014년                | 예선 탈락                    | 예선 탈락                    | 예선 탈락                    | 예선 탈락                    | 예선 탈락                    | 예선 탈락                    | 예선 탈락                    | 예선 탈락                    | 예선 탈락                    |
| 2018년                | 예선 탈락                    | 예선 탈락                    | 예선 탈락                    | 예선 탈락                    | 예선 탈락                    | 예선 탈락                    | 예선 탈락                    | 예선 탈락                    | 예선 탈락                    |
| 합계                  | 1회 진출(1/21)               | 조별리그(1회)                | 3                            | 0                            | 2                            | 1                            | 1                            | 3                            | 2                            |
| 순위                  | FIFA 월드컵 역대 순위 : 64위 | FIFA 월드컵 역대 순위 : 64위 | FIFA 월드컵 역대 순위 : 64위 | FIFA 월드컵 역대 순위 : 64위 | FIFA 월드컵 역대 순위 : 64위 | FIFA 월드컵 역대 순위 : 64위 | FIFA 월드컵 역대 순위 : 64위 | FIFA 월드컵 역대 순위 : 64위 | FIFA 월드컵 역대 순위 : 64위 |

## FIFA 월드컵(예선)
| FIFA 월드컵 예선 기록 | FIFA 월드컵 예선 기록                    | FIFA 월드컵 예선 기록                    | FIFA 월드컵 예선 기록                    | FIFA 월드컵 예선 기록                    | FIFA 월드컵 예선 기록                    | FIFA 월드컵 예선 기록                    | FIFA 월드컵 예선 기록                    | FIFA 월드컵 예선 기록                    | FIFA 월드컵 예선 기록                    |
| 년도                  | 경기                                     | 승                                       | 무*                                      | 패                                       | 득점                                     | 실점                                     | 승점                                     |                                          |                                          |
| --------------------- | ---------------------------------------- | ---------------------------------------- | ---------------------------------------- | ---------------------------------------- | ---------------------------------------- | ---------------------------------------- | ---------------------------------------- | ---------------------------------------- | ---------------------------------------- |
| 1930년                | 불참                                     | 불참                                     | 불참                                     | 불참                                     | 불참                                     | 불참                                     | 불참                                     |                                          |                                          |
| 1934년                | 2                                        | 0                                        | 0                                        | 2                                        | 2                                        | 11                                       | 0                                        |                                          |                                          |
| 1938년                | 2                                        | 0                                        | 0                                        | 2                                        | 1                                        | 4                                        | 0                                        |                                          |                                          |
| 1950년                | 2                                        | 0                                        | 0                                        | 2                                        | 2                                        | 11                                       | 0                                        |                                          |                                          |
| 1954년                | 4                                        | 0                                        | 0                                        | 4                                        | 0                                        | 5                                        | 0                                        |                                          |                                          |
| 1958년                | 2                                        | 0                                        | 0                                        | 2                                        | 0                                        | 4                                        | 0                                        |                                          |                                          |
| 1962년                | 6                                        | 3                                        | 1                                        | 2                                        | 13                                       | 14                                       | 10                                       |                                          |                                          |
| 1966년                | 4                                        | 0                                        | 0                                        | 4                                        | 1                                        | 12                                       | 0                                        |                                          |                                          |
| 1970년                | 4                                        | 3                                        | 1                                        | 0                                        | 8                                        | 1                                        | 10                                       |                                          |                                          |
| 1974년                | 5                                        | 3                                        | 1                                        | 1                                        | 10                                       | 1                                        | 10                                       |                                          |                                          |
| 1978년                | 4                                        | 2                                        | 1                                        | 1                                        | 5                                        | 3                                        | 7                                        |                                          |                                          |
| 1982년                | 8                                        | 1                                        | 3                                        | 4                                        | 6                                        | 10                                       | 6                                        |                                          |                                          |
| 1986년                | 6                                        | 3                                        | 1                                        | 2                                        | 17                                       | 6                                        | 10                                       |                                          |                                          |
| 1990년                | 6                                        | 1                                        | 4                                        | 1                                        | 5                                        | 5                                        | 7                                        |                                          |                                          |
| 1994년                | 10                                       | 1                                        | 3                                        | 6                                        | 10                                       | 27                                       | 6                                        |                                          |                                          |
| 1998년                | 8                                        | 4                                        | 1                                        | 3                                        | 9                                        | 7                                        | 13                                       |                                          |                                          |
| 2002년                | 8                                        | 3                                        | 3                                        | 2                                        | 11                                       | 7                                        | 12                                       |                                          |                                          |
| 2006년                | 10                                       | 4                                        | 6                                        | 0                                        | 15                                       | 10                                       | 18                                       |                                          |                                          |
| 2010년                | 10                                       | 4                                        | 4                                        | 2                                        | 20                                       | 10                                       | 16                                       |                                          |                                          |
| 2014년                | 10                                       | 3                                        | 5                                        | 2                                        | 19                                       | 14                                       | 14                                       |                                          |                                          |
| 2018년                | 10                                       | 4                                        | 0                                        | 6                                        | 10                                       | 15                                       | 12                                       |                                          |                                          |
| 합계                  | 121                                      | 39                                       | 34                                       | 48                                       | 164                                      | 177                                      | 151                                      |                                          |                                          |
| 순위                  | 월드컵 예선 승점 순위 : 59위 (유럽 26위) | 월드컵 예선 승점 순위 : 59위 (유럽 26위) | 월드컵 예선 승점 순위 : 59위 (유럽 26위) | 월드컵 예선 승점 순위 : 59위 (유럽 26위) | 월드컵 예선 승점 순위 : 59위 (유럽 26위) | 월드컵 예선 승점 순위 : 59위 (유럽 26위) | 월드컵 예선 승점 순위 : 59위 (유럽 26위) | 월드컵 예선 승점 순위 : 59위 (유럽 26위) | 월드컵 예선 승점 순위 : 59위 (유럽 26위) |

## 대륙간컵 기록

### AFC 아시안컵
| 1956      | 결선리그                      | 준우승                        | 3                             | 2                             | 0                             | 1                             | 6                             | 5                             | 6                             | 자동진출 (서아시아 그룹 전원 기권) | 자동진출 (서아시아 그룹 전원 기권) | 자동진출 (서아시아 그룹 전원 기권) | 자동진출 (서아시아 그룹 전원 기권) | 자동진출 (서아시아 그룹 전원 기권) | 자동진출 (서아시아 그룹 전원 기권) | 자동진출 (서아시아 그룹 전원 기권) | 자동진출 (서아시아 그룹 전원 기권) | 자동진출 (서아시아 그룹 전원 기권) |
| 1960      | 결선리그                      | 준우승                        | 3                             | 2                             | 0                             | 1                             | 6                             | 4                             | 6                             | 6                                  | 3                                  | 2                                  | 1                                  | 10                                 | 8                                  | 11                                 |                                    |                                    |
| 1964      | 결선리그                      | 우승                          | 3                             | 3                             | 0                             | 0                             | 5                             | 1                             | 9                             | 자동참가(개최국)                   | 자동참가(개최국)                   | 자동참가(개최국)                   | 자동참가(개최국)                   | 자동참가(개최국)                   | 자동참가(개최국)                   | 자동참가(개최국)                   | 자동참가(개최국)                   |                                    |
| 1968      | 결선리그                      | 3위                           | 4                             | 2                             | 0                             | 2                             | 11                            | 5                             | 6                             | 자동진출 (서아시아 그룹 전원 기권) | 자동진출 (서아시아 그룹 전원 기권) | 자동진출 (서아시아 그룹 전원 기권) | 자동진출 (서아시아 그룹 전원 기권) | 자동진출 (서아시아 그룹 전원 기권) | 자동진출 (서아시아 그룹 전원 기권) | 자동진출 (서아시아 그룹 전원 기권) | 자동진출 (서아시아 그룹 전원 기권) | 자동진출 (서아시아 그룹 전원 기권) |
| 1972      | 기권                          | 기권                          | 기권                          | 기권                          | 기권                          | 기권                          | 기권                          | 기권                          | 기권                          | 기권                               | 기권                               | 기권                               | 기권                               | 기권                               | 기권                               | 기권                               |                                    |                                    |
| 1976      | 추방                          | 추방                          | 추방                          | 추방                          | 추방                          | 추방                          | 추방                          | 추방                          | 추방                          | 추방                               | 추방                               | 추방                               | 추방                               | 추방                               | 추방                               | 추방                               |                                    |                                    |
| 1980 이후 | 비회원국                      | 비회원국                      | 비회원국                      | 비회원국                      | 비회원국                      | 비회원국                      | 비회원국                      | 비회원국                      | 비회원국                      | 비회원국                           | 비회원국                           | 비회원국                           | 비회원국                           | 비회원국                           | 비회원국                           | 비회원국                           |                                    |                                    |
| 합계      | 4회 진출(4/6)                 | 우승(1회)                     | 13                            | 9                             | 0                             | 4                             | 28                            | 15                            | 27                            | 6                                  | 3                                  | 2                                  | 1                                  | 10                                 | 8                                  | 11                                 |                                    |                                    |
| 순위      | AFC 아시안컵 역대 순위 : 12위 | AFC 아시안컵 역대 순위 : 12위 | AFC 아시안컵 역대 순위 : 12위 | AFC 아시안컵 역대 순위 : 12위 | AFC 아시안컵 역대 순위 : 12위 | AFC 아시안컵 역대 순위 : 12위 | AFC 아시안컵 역대 순위 : 12위 | AFC 아시안컵 역대 순위 : 12위 | AFC 아시안컵 역대 순위 : 12위 |                                    |                                    |                                    |                                    |                                    |                                    |                                    |                                    |                                    |

### UEFA 유럽 축구 선수권 대회
| UEFA 유로컵 예선 기록 | UEFA 유로컵 예선 기록      | UEFA 유로컵 예선 기록      | UEFA 유로컵 예선 기록      | UEFA 유로컵 예선 기록      | UEFA 유로컵 예선 기록      | UEFA 유로컵 예선 기록      | UEFA 유로컵 예선 기록      | UEFA 유로컵 예선 기록      | UEFA 유로컵 예선 기록      |
| 년도                  | 경기                       | 승                         | 무*                        | 패                         | 득점                       | 실점                       | 승점                       |                            |                            |
| --------------------- | -------------------------- | -------------------------- | -------------------------- | -------------------------- | -------------------------- | -------------------------- | -------------------------- | -------------------------- | -------------------------- |
| 1992년 이전           | 비회원국                   | 비회원국                   | 비회원국                   | 비회원국                   | 비회원국                   | 비회원국                   | 비회원국                   |                            |                            |
| 1996년                | 10                         | 3                          | 3                          | 4                          | 13                         | 13                         | 12                         |                            |                            |
| 2000년                | 10                         | 4                          | 1                          | 5                          | 25                         | 17                         | 13                         |                            |                            |
| 2004년                | 8                          | 2                          | 3                          | 3                          | 9                          | 11                         | 9                          |                            |                            |
| 2008년                | 12                         | 7                          | 2                          | 3                          | 20                         | 12                         | 23                         |                            |                            |
| 2012년                | 10                         | 5                          | 1                          | 4                          | 13                         | 11                         | 16                         |                            |                            |
| 2016년                | 10                         | 4                          | 1                          | 5                          | 16                         | 14                         | 13                         |                            |                            |
| 2020년                | 11                         | 3                          | 3                          | 5                          | 16                         | 18                         | 12                         |                            |                            |
| 합계                  | 71                         | 28                         | 14                         | 29                         | 112                        | 96                         | 98                         |                            |                            |
| 순위                  | 유로 예선 승점 순위 : 32위 | 유로 예선 승점 순위 : 32위 | 유로 예선 승점 순위 : 32위 | 유로 예선 승점 순위 : 32위 | 유로 예선 승점 순위 : 32위 | 유로 예선 승점 순위 : 32위 | 유로 예선 승점 순위 : 32위 | 유로 예선 승점 순위 : 32위 | 유로 예선 승점 순위 : 32위 |

## 주요 선수
- 에이탄 티비
- 비브라스 나트호
- 에란 자하비
- 베람 카얄
- 오므리 벤 하루슈
- 토메르 헤메드
- 벤 샤하르
- 니르 비톤
- 알모그 코헨
- 셰란 예이니
- 라미 게르숀
- 엘리 다사
- 무나스 다부르
- 아리엘 하루슈

## 역대 감독
| 감독                | 임기        |
| ------------------- | ----------- |
| 리샤르 묄레르 닐센  | 2000 ~ 2002 |
| 아브람 그란트       | 2002 ~ 2006 |
| 루이스 페르난데스   | 2010 ~ 2011 |
| 안드레아스 헤어초크 | 2018 ~ 2020 |

## 같이 보기
- 이스라엘 여자 축구 국가대표팀
- 이스라엘 U-18 축구 국가대표팀
- 리갓 하알